# Le médium c'est le message
 (octobre 2015).
Si vous disposez d'ouvrages ou d'articles de référence ou si vous connaissez des sites web de qualité traitant du thème abordé ici, merci de compléter l'article en donnant les références utiles à sa vérifiabilité et en les liant à la section « Notes et références ».
« Le message, c'est le médium » (en anglais, « The medium is the message ») est une phrase emblématique de la pensée de Marshall McLuhan, philosophe des médias canadien.

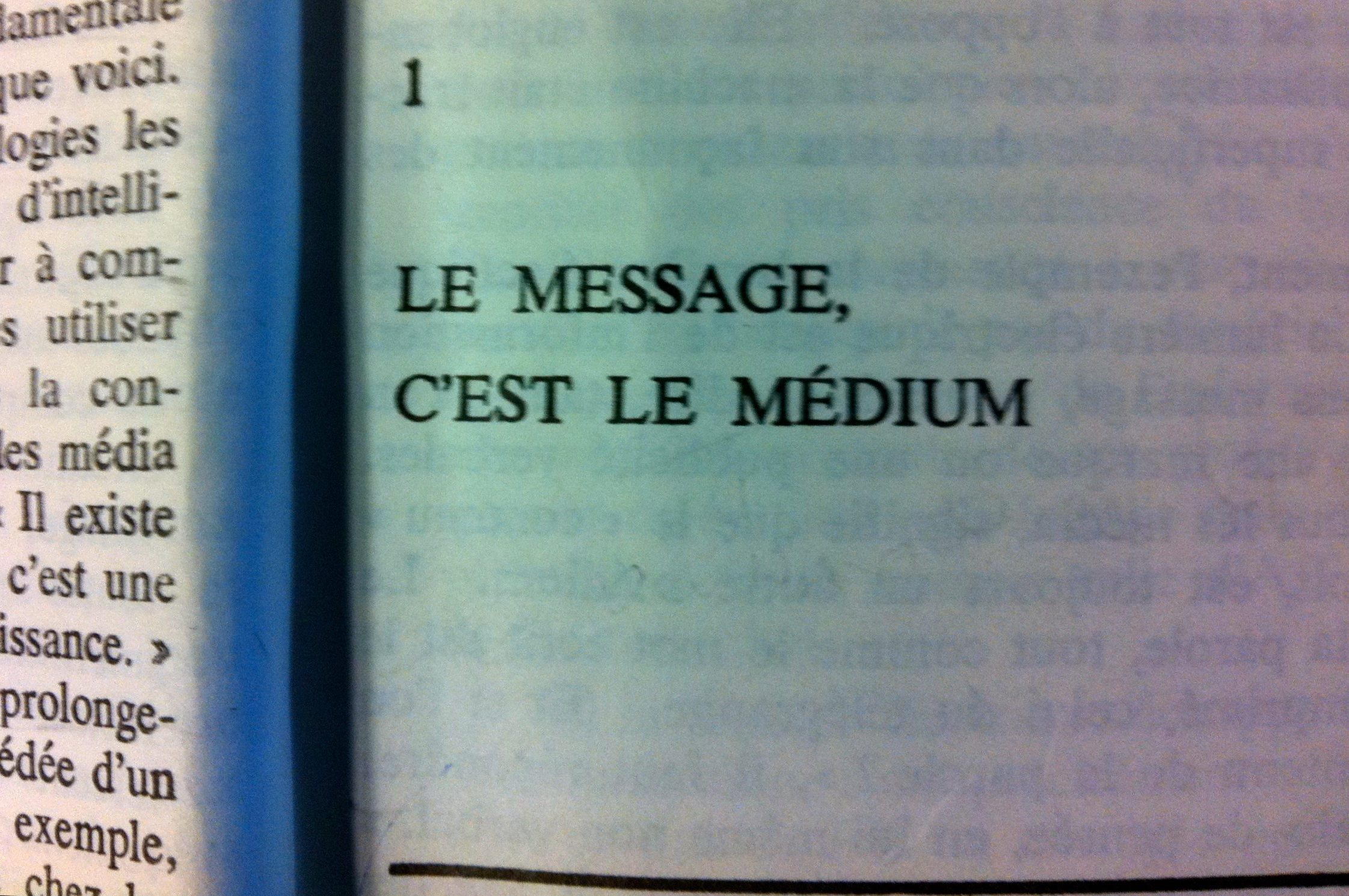
Citation de Marshall McLuhan, Le message, c'est le médium, telle qu'elle apparaît dans la traduction française de Pour comprendre les médias.

Elle signifie que la nature d'un média (du canal de transmission d'un message) compte plus que le sens ou le contenu du message. La phrase provient du livre Understanding Media: The extensions of man (Pour comprendre les médias), publié en 1964 et traduit en français en 1968.

« [...] en réalité et en pratique, le vrai message, c'est le médium lui-même, c'est-à-dire, tout simplement, que les effets d'un médium sur l'individu ou sur la société dépendent du changement d'échelle que produit chaque nouvelle technologie, chaque prolongement de nous-mêmes, dans notre vie. »